# Natation aux Jeux panaméricains de 2019
Navigation
2015 2023
Les compétitions de natation aux Jeux panaméricains de 2019 ont lieu du 6 au 10 août 2019 à Lima, au Pérou.

## Médaillés

### Hommes
| Épreuves               | Or | Or        | Argent | Argent    | Bronze | Bronze    |
| ---------------------- | --- | --------- | --- | --------- | --- | --------- |
| 50 m nage libre        | Bruno Fratus (BRA)                                                                                                | 21.61     | Nathan Adrian (USA) | 21.87     | Michael Chadwick (USA)                                                                                           | 21.99     |
| 100 m nage libre       | Marcelo Chierighini (BRA)                                                                                         | 48.09     | Nathan Adrian (USA) | 48.17     | Michael Chadwick (USA)                                                                                           | 48.88     |
| 200 m nage libre       | Fernando Scheffer (BRA)                                                                                           | 1:46.68   | Breno Correia (BRA) | 1:47.47   | Drew Kibler (USA)                                                                                                | 1:47.71   |
| 400 m nage libre       | Andrew Abruzzo (USA)                                                                                              | 3:48:41   | Fernando Scheffer (BRA) | 3:49:60   | Luiz Altamir Melo (BRA)                                                                                          | 3:49:91   |
| 800 m nage libre       | Andrew Abruzzo (USA)                                                                                              | 7:54.70   | Miguel Valente (BRA) | 7:56.37   | Ricardo Vargas (MEX)                                                                                             | 7:56.78   |
| 1500 m nage libre      | Guilherme Costa (BRA)                                                                                             | 15:09.93  | Nicholas Sweetser (USA) | 15:14.24  | Ricardo Vargas (MEX)                                                                                             | 15:14.99  |
|                        | |           | |           | |           |
| 100 m dos              | Daniel Carr (USA)                                                                                                 | 53.50     | Guilherme Guido (BRA) | 53.54     | Dylan Carter (TRI)                                                                                               | 54.42     |
| 200 m dos              | Daniel Carr (USA)                                                                                                 | 1:58.13   | Nicholas Alexander (USA) | 1:58.30   | Leonardo de Deus (BRA)                                                                                           | 1:58.73   |
|                        | |           | |           | |           |
| 100 m brasse           | João Gomes Júnior (BRA)                                                                                           | 59.51     | Cody Miller (USA) | 59.57     | Kevin Cordes (USA)                                                                                               | 1:00.27   |
| 200 m brasse           | William Licon (USA)                                                                                               | 2:07.62   | Nicolas Fink (USA) | 2:08.16   | Miguel de Lara (MEX)                                                                                             | 2:11.23   |
|                        | |           | |           | |           |
| 100 m papillon         | Tom Shields (USA)                                                                                                 | 51.59     | Luis Martínez (GUA) | 51.63     | Vinicius Lanza (BRA)                                                                                             | 51.88     |
| 200 m papillon         | Leonardo de Deus (BRA)                                                                                            | 1:55.86   | Samuel Pomajevich (USA) | 1:57.35   | Jonathan Gómez (COL)                                                                                             | 1:57.75   |
|                        | |           | |           | |           |
| 200 m quatre nages     | William Licon (USA)                                                                                               | 1:59.13   | Caio Pumputis (BRA) | 2:00.12   | Leonardo Coelho Santos (BRA)                                                                                     | 2:00.29   |
| 400 m quatre nages     | Charlie Swanson (USA)                                                                                             | 4:11.46   | Leonardo Coelho Santos (BRA) | 4:19.41   | Brandonn Almeida (BRA)                                                                                           | 4:21.10   |
|                        | |           | |           | |           |
| 4 × 100 m nage libre   | Brésil Breno Correia Marcelo Chierighini Bruno Fratus Pedro Spajari                                               | 3:12.61   | États-Unis Michael Chadwick Drew Kibler Grant House Nathan Adrian                                                                            | 3:14.94   | Mexique Gabriel Castaño Daniel Ramírez Jorge Iga Long Gutiérrez                                                  | 3:17.70   |
| 4 × 200 m nage libre   | Brésil Luiz Altamir Melo Fernando Scheffer João de Lucca Breno Correia                                            | 7:10.66   | États-Unis Drew Kibler Grant House Samuel Pomajevich Christopher Wieser                                                                      | 7:14.82   | Mexique Jorge Iga Long Gutiérrez José Martínez Ricardo Vargas                                                    | 7:19.43   |
| 4 × 100 m quatre nages | États-Unis Daniel Carr Nicolas Fink Tom Shields Nathan Adrian Nicholas Alexander* Matthew Josa* Michael Chadwick* | 3:30.25   | Brésil Guilherme Guido João Gomes Júnior Vinicius Lanza Marcelo Chierighini Leonardo de Deus* Felipe Lima* Luiz Altamir Melo* Breno Correia* | 3:30.98   | Argentine Agustin Hernandez Gabriel Morelli Santiago Grassi Federico Grabich Nicolas Deferrari* Guido Buscaglia* | 3:38.41   |
|                        | |           | |           | |           |
| 10 km en eau libre     | Esteban Enderica (ECU)                                                                                            | 1:53:46.7 | Guillermo Bertola (ARG) | 1:54:00.0 | Taylor Abbott (USA)                                                                                              | 1:54:02.7 |

* Nageurs médaillés qui ont participé seulement aux séries.

### Femmes
| Épreuves               | Or | Or        | Argent | Argent    | Bronze | Bronze    |
| ---------------------- | --- | --------- | --- | --------- | --- | --------- |
| 50 m nage libre        | Etiene Medeiros (BRA)                                                                                                | 24.88     | Margo Geer (USA) | 25.03     | Madison Kennedy (USA) | 25.14     |
| 100 m nage libre       | Margo Geer (USA) | 54.17     | Alexia Zevnik (CAN) | 55.04     | Larissa Oliveira (BRA) | 55.25     |
| 200 m nage libre       | Claire Rasmus (USA)                                                                                                  | 1:58.64   | Meaghan Raab (USA) | 1:58.70   | Larissa Oliveira (BRA) | 1:59.78   |
| 400 m nage libre       | Delfina Pignatiello (ARG)                                                                                            | 4:10:86   | Danica Ludlow (CAN) | 4:11:97   | Alyson Ackman (CAN) | 4:12:05   |
| 800 m nage libre       | Delfina Pignatiello (ARG)                                                                                            | 8:29.42   | Mariah Denigan (USA) | 8:34.18   | Viviane Jungblut (BRA) | 8:36.04   |
| 1500 m nage libre      | Delfina Pignatiello (ARG)                                                                                            | 16:16.54  | Kristel Köbrich (CHI) | 16:18.19  | Rebecca Mann (USA) | 16:23.23  |
|                        | |           | |           | |           |
| 100 m dos              | Phoebe Bacon (USA)                                                                                                   | 59.47     | Danielle Hanus (CAN) | 1:00.34   | Etiene Medeiros (BRA) | 1:00.67   |
| 200 m dos              | Alexandra Walsh (USA)                                                                                                | 2:08.30   | Isabelle Stadden (USA) | 2:08.39   | Mackenzie Glover (CAN) | 2:10.95   |
|                        | |           | |           | |           |
| 100 m brasse           | Annie Lazor (USA) | 1:06:94   | Julia Sebastián (ARG) | 1:07:09   | Faith Knelson (CAN) | 1:07:42   |
| 200 m brasse           | Annie Lazor (USA) | 2:21.40   | Bethany Galat (USA) | 2:21.84   | Julia Sebastián (ARG) | 2:25.43   |
|                        | |           | |           | |           |
| 100 m papillon         | Kendyl Stewart (USA)                                                                                                 | 58.49     | Danielle Hanus (CAN) | 58.93     | Sarah Gibson (USA) | 59.11     |
| 200 m papillon         | Virginia Bardach (ARG)                                                                                               | 2:10.87   | Mary-Sophie Harvey (CAN) | 2:11.68   | Meghan Small (USA) | 2:12.51   |
|                        | |           | |           | |           |
| 200 m quatre nages     | Alexandra Walsh (USA)                                                                                                | 2:11.24   | Meghan Small (USA) | 2:11.36   | Bailey Andison (CAN) | 2:14.14   |
| 400 m quatre nages     | Tessa Cieplucha (CAN)                                                                                                | 4:39.90   | Virginia Bardach (ARG) | 4:41.05   | Mary-Sophie Harvey (CAN) | 4:43.20   |
|                        | |           | |           | |           |
| 4 × 100 m nage libre   | États-Unis Lia Neal Claire Rasmus Kendyl Stewart Margo Geer                                                          | 3:39.59   | Brésil Etiene Medeiros Larissa Oliveira Manuella Lyrio Daynara de Paula                                                             | 3:40.39   | Canada Alyson Ackman Kyla Leibel Katerine Savard Alexia Zevnik                                                                                      | 3:41.01   |
| 4 × 200 m nage libre   | États-Unis Claire Rasmus Alexandra Walsh Sarah Gibson Meaghan Raab                                                   | 7:57.33   | Canada Alyson Ackman Katerine Savard Danica Ludlow Mary-Sophie Harvey                                                               | 7:59.16   | Brésil Aline Rodrigues Larissa Oliveira Manuella Lyrio Gabrielle Roncatto                                                                           | 8:07.77   |
| 4 × 100 m quatre nages | États-Unis Phoebe Bacon Annie Lazor Kendyl Stewart Margo Geer Isabelle Staden* Molly Hannis* Sarah Gibson* Lia Neal* | 3:57.64   | Canada Danielle Hanus Faith Knelson Haley Black Alexia Zevnik Mackenzie Glover* Mary-Sophie Harvey* Katerine Savard* Alyson Ackman* | 4:01.90   | Brésil Etiene Medeiros Jhennifer Conceição Giovanna Diamante Larissa Oliveira Fernanda de Goeij* Pâmela de Souza* Daynara de Paula* Manuella Lyrio* | 4:04.96   |
|                        | |           | |           | |           |
| 10 km en eau libre     | Ana Marcela Cunha (BRA)                                                                                              | 2:00:51.9 | Cecilia Biagioli (ARG) | 2:01:23.2 | Viviane Jungblut (BRA) | 2:01:24.0 |

* Nageuses médaillées qui ont participé seulement aux séries.

#### Mixte
| Épreuves               | Or | Or      | Argent | Argent  | Bronze | Bronze  |
| ---------------------- | --- | ------- | --- | ------- | --- | ------- |
| 4 × 100 m nage libre   | États-Unis Michael Chadwick Nathan Adrian Claire Rasmus Margo Geer Andrew Abruzzo* Charles Swanson* Madison Kennedy* Ali DeLoof*                   | 3:24.84 | Brésil Breno Correia Marcelo Chierighini Larissa Oliveira Etiene Medeiros João de Lucca* Pedro Spajari* Lorrane Ferreira* Camila Mello* | 3:25.97 | Mexique Daniel Ramírez Jorge Iga Monika González-Hermosillo María Mata Tayde Revilak* Marie Condé* José Martínez Gómez*                             | 3:31.36 |
| 4 × 100 m quatre nages | Brésil Guilherme Guido João Gomes Júnior Giovanna Diamante Larissa Oliveira Jhennifer Conceição* Manuella Lyrio* Leonardo de Deus* Vinicius Lanza* | 3:48.61 | Canada Javier Acevedo James Dergousoff Danielle Hanus Alexia Zevnik Haley Black* Kyla Leibell*                                          | 3:49.97 | Argentine Andrea Berrino Julia Sebastian Santiago Grassi Federico Grabich Virginia Bardach* Florencia Perotti* Lautaro Rodriguez* Roberto Strelkov* | 3:50.53 |

* Nageurs médaillés qui ont participé seulement aux séries.

## Tableau des médailles
| Rang | Nation            | Or | Argent | Bronze | Total |
| ---- | ----------------- | -- | ------ | ------ | ----- |
| 1    | États-Unis        | 21 | 15     | 9      | 45    |
| 2    | Brésil            | 11 | 9      | 12     | 32    |
| 3    | Argentine         | 4  | 4      | 3      | 11    |
| 4    | Canada            | 1  | 8      | 6      | 15    |
| 5    | Équateur          | 1  | 0      | 0      | 2     |
| 6    | Chili             | 0  | 1      | 0      | 1     |
| 6    | Guatemala         | 0  | 1      | 0      | 1     |
| 8    | Mexique           | 0  | 0      | 6      | 6     |
| 9    | Colombie          | 0  | 0      | 1      | 1     |
| 9    | Trinité-et-Tobago | 0  | 0      | 1      | 1     |
|      | Total             | 38 | 38     | 38     | 114   |